# Brassia mendozae
Brassia mendozae är en orkidéart som först beskrevs av Dodson, och fick sitt nu gällande namn av Karlheinz Senghas. Brassia mendozae ingår i släktet Brassia och familjen orkidéer. Inga underarter finns listade i Catalogue of Life.